# Jane Connell
 (avril 2014).
Si vous disposez d'ouvrages ou d'articles de référence ou si vous connaissez des sites web de qualité traitant du thème abordé ici, merci de compléter l'article en donnant les références utiles à sa vérifiabilité et en les liant à la section « Notes et références ».
Jane Sperry Connell (née le 27 octobre 1925 à Berkeley en Californie et morte le 22 septembre 2013  à Englewood dans le New Jersey) est une actrice de cinéma et de music-hall américaine.

## Biographie
Jane Connell débute dans le métier de comédienne avec son mari Gordon dans le divertissement dans les Clubs de soirées à San Francisco tels que "The Purple Onion" et "The Hungry I". Le couple emménage à New York  où Jane fait ses débuts dans des petits théâtres,"Off-Broadway" . Jane débute ainsi dans ces "off-Broadway" en jouant dans la pièce The Threeprenny Opera qui a été au somme au "Théatre de Lys" (Théâtre de boulevard à Broadway, NYC, (aujourd'hui connu sous "Hudson Playhouse") ainsi qu'à Londres dans Upon a Mattress, elle y joue le rôle de Winifred, celui que Carol Burnett avait joué à New York City.

## Filmographie
- 1963 : Ladybug Ladybug de Frank Perry : Mme Maxton
- 1971 : Kotch le papy sitter de Jack Lemmon : Miss Roberts
- 1976 : Won Ton Ton, le chien qui sauva Hollywood de Michael Winner : Serveuse
- 1978 : Rabbit Test de Joan Rivers : anthropologiste
- 1978 : Appelez-moi docteur (House Calls) de Howard Zieff : Mme Conway
- 1995 : Dr Jekyll et Ms Hyde de David Price : tante Agatha

### Télévision
- 1969 : Ma sorcière bien-aimée : mère l'oie (Episode 12) (Série télévisée)